# Kōan (Kamakura)
För andra betydelser, se Koan (olika betydelser).

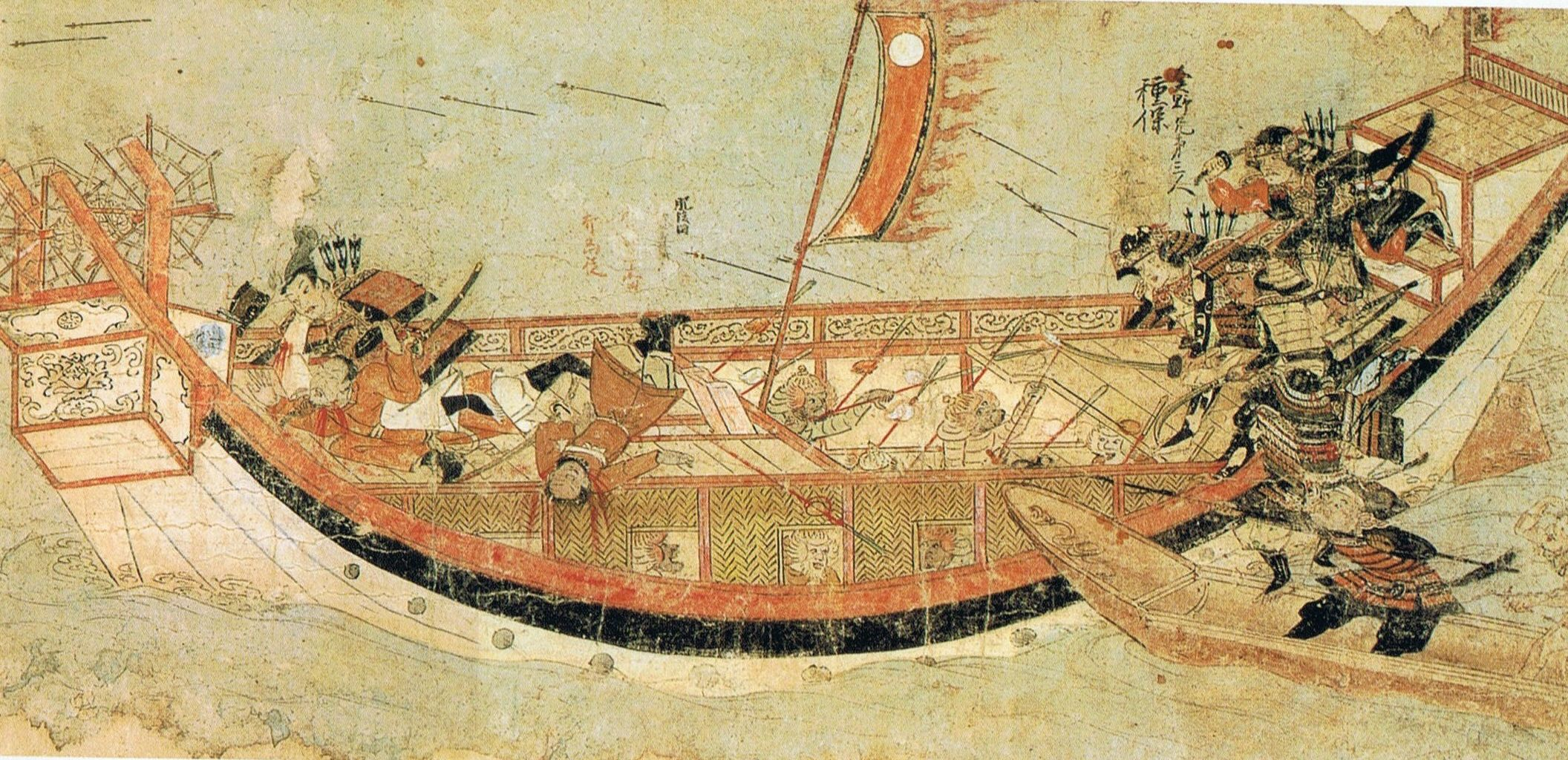
Japanska samurajer äntrar ett mongoliskt skepp under Kōan-slaget. Målning från 1293.

Kōan (japanska: 弘安?, Kōan), 28 februari 1278–28 april 1288, är en period i den japanska tideräkningen. Kejsare var Go-Uda och Fushimi. Shogun var prins Koreyasu.
Perioden har gett namn åt Kōan-slaget (japanska: 弘安の役?, Kōan-no-eki) 1281, det andra av mongolernas invasionsförsök av Japan.